# Municipio de Windsor (Iowa)
El municipio de Windsor (en inglés: Windsor Township) es un municipio ubicado en el condado de Fayette en el estado estadounidense de Iowa. En el año 2010 tenía una población de 776 habitantes y una densidad poblacional de 8,25 personas por km².

## Geografía
El municipio de Windsor se encuentra ubicado en las coordenadas 42°57′1″N 91°54′15″O / 42.95028, -91.90417. Según la Oficina del Censo de los Estados Unidos, el municipio tiene una superficie total de 94.07 km², de la cual 94,07 km² corresponden a tierra firme y (0 %) 0 km² es agua.

## Demografía
Según el censo de 2010, había 776 personas residiendo en el municipio de Windsor. La densidad de población era de 8,25 hab./km². De los 776 habitantes, el municipio de Windsor estaba compuesto por el 98,2 % blancos, el 0,39 % eran afroamericanos, el 0,13 % eran amerindios, el 0,77 % eran de otras razas y el 0,52 % eran de una mezcla de razas. Del total de la población el 1,55 % eran hispanos o latinos de cualquier raza.